# Qarah Barāz
Qarah Barāz (persiska: قَرِه بَرار, قره براز, Qareh Barār) är en ort i Iran.   Den ligger i provinsen Västazarbaijan, i den nordvästra delen av landet, 500 km väster om huvudstaden Teheran. Qarah Barāz ligger 1 534 meter över havet och antalet invånare är 213.
Terrängen runt Qarah Barāz är kuperad åt sydost, men åt nordväst är den platt.Runt Qarah Barāz är det ganska tätbefolkat, med 134 invånare per kvadratkilometer. Närmaste större samhälle är Būkān, 15,4 km nordväst om Qarah Barāz. Trakten runt Qarah Barāz består i huvudsak av gräsmarker.